# Antoni Cofalik
Antoni Cofalik (ur. 3 marca 1940 w Mysłowicach) – polski skrzypek i pedagog.

## Życiorys
Studiował pod kierunkiem Zenona Felińskiego w Państwowej Wyższej Szkole Muzycznej w Krakowie (dyplom 1964) oraz na kursach mistrzowskich w Salzburgu, Lucernie, Sienie i u Michała Wajmana w Weimarze. 
Działalność koncertową rozpoczął w czasie studiów. W 1962 wykonał po raz pierwszy Miniatury na skrzypce i fortepian Krzysztofa Pendereckiego (z kompozytorem). W latach 1964–1989 występował w „Trio Krakowskim” (z Jerzym Łukowiczem i Krzysztofem Okoniem), które uzyskało I nagrodę (Premio A. Vivaldi) na Międzynarodowym Konkursie Muzyki Kameralnej w Sienie (1965), Złoty Medal miasta Rzymu (1973) i otrzymało Nagrodę Miasta Krakowa (1975). Z zespołem tym koncertował w wielu krajach europejskich (m.in. na festiwalach w Salzburgu, Lucernie, Taorminie, Aarhus) i dokonał wielu nagrań radiowych, głównie dla rozgłośni polskich i niemieckich. 
W latach 1969–1977 założył i prowadził zespół „All'Antico”, z którym 1974 zdobył złoty medal w kategorii orkiestr kameralnych na III międzynarodowym konkursie młodzieżowych orkiestr kameralnych i symfonicznych pod patronatem Herberta von Karajana w Berlinie Zachodnim. 
Od 1968 prowadzi działalność pedagogiczną w Państwowym Liceum Muzycznym w Krakowie, w Akademiach Muzycznych w Bydgoszczy (1980–1985) i Katowicach (1985–1993) oraz na kursach mistrzowskich i warsztatach skrzypcowych w kraju (Żagań, Zakopane, Łańcut) i za granicą (Tuluza, Seul 1998). Do jego uczniów należą m.in. Wojciech Czepiel, Kazimierz Olechowski, Roland Orlik, Jacek Ropski i Piotr Kwaśny, laureat I nagrody konkursu w Sendai (1995). Jest współtwórcą Międzynarodowego Konkursu Skrzypcowego im. Rodziny Grobliczów w Krakowie (1996). W 1998 otrzymał nagrodę I stopnia Ministra Kultury i Sztuki.
Jest też autorem wielu podręczników, m.in. szkoły gry na skrzypcach „Skrzypcowe ABC”. W 2016 ukazały się jego wspomnienia pt. Ukochałem skrzypce.
W 2016 został odznaczony Srebrnym Medalem „Zasłużony Kulturze Gloria Artis”.